# Конституция Андорры
Конституция Андорры принята 2 февраля 1993 года, 14 марта одобрена референдумом, 28 апреля опубликована и вступила в силу. Подписана соправителями княжества. Конституция состоит из 9 глав и 107 статей и утверждает парламентский строй во главе с председателем правительства. 
Исторически первая конституция Андорры была провозглашена Борисом Скосыревым во время попытки переворота в 1934 г.